# 彝曆
彝曆是彝族的曆法。目前已知有十月太陽曆、十二月陰陽曆、十八月太陽曆數種。

## 沿革
民國時期3、40年代，有學者作田野調查，稱彝族有一種曆法「用十二支紀日……週而復始……凡積三十支為一年，均分為十月；每月三轉共三十六日。每在十月中，即舉行過年節」。20世紀80年代，陳久金、盧央、劉堯漢等人，又再次調查，認為彝族有“十月太陽曆”。據稱，謄抄於1895年，出於滇南彌勒縣的《天文曆法史》，記敘了遠古彝族首領創立十月曆的傳說，十月曆把前5個月定為陽年，後5個月定為陰年，並把金木水火土也分為陰陽，謂之陽金、陰金、陽木、陰木、陽水、陰水、陽土、陰土。不過也有易謀遠、羅家修等人提出反對意見，認為「彝族十月太陽曆」之說，無可資信，對1949年前和80年代的調查資料提出質疑，認為十二月陰陽合曆才是彝族的傳統曆法，而在此之前彝族用的是物候曆。
彝族所使用的十二月曆法，在彝族創世史詩《梅葛》中有所紀載：「一年十二個月，月月要生產，正月去背糞，二月砍蕎把，三月撤蕎子，四月割大麥，五月忙栽秧，六月去薅秧，七月割苦蕎，八月割了穀子掰包穀，九月割了甜蕎撒大麥，十月糧食裝進倉，冬月撒小麥，臘月砍柴忙過年」。又《阿細的先基》中說：「正月祭大神；二月的時候，要祭密枝神（管牛馬牲畜的神）；三月的時候，該祭龍神了。四月的時候，要祭山神了。五月的時候，要祭謾神了。六月的時候，火把節來了，六月二十四那一天。七月的時候，要祭祖了；八月的時候， 要祭葉神了，九月的時候，要祭地神了。 十月的時候，要祭石神了。冬月的時候，要祭樹神了。臘月的時候，該祭天神了。一年有十二個月，一年有三百六十天。」。
貴州彝族畢摩家族所保存的典籍《土魯竇吉》，漢譯《宇宙生化》，該書是一部傳述彝族版本河圖洛書的彝文著作，共三卷。卷一述魯素（龍書，相當於宋儒認定的洛書，即九宮數）；卷二述付拖（陰陽聯姻，相當於宋儒認定的河圖，即五行生成數）；卷三用干支及數理揭示宇宙生成變化的哲理。《宇宙生化》闡述了一年有十個月，如《宇宙生化·論天地人生》說：「一年十個月，六氣定五季……一年十個月，一月三十六日」，文中敘述木火金水各七十二日，而土行七十二日是由木火金水分出十八日，有學者認為這是彝族有過十月曆的證據。在《宇宙生化·論定年月》，闡述了十二月曆（陰陽合曆），如：「一年十二月，立定為四季……一年三百六十日」。
由於彝族生活區分散，各地的彝族過年沒有統一日期。依當地風俗、習慣而定，或照傳統彝曆，或照研討會、機關擇定日期，或自行擇日慶祝，或過漢族新年。當前復原彝曆之行動多以十月太陽曆為主。

## 曆法
現行所稱十月太陽曆，一年以五行木火土銅水分成五季（春、夏、長夏、秋、冬）；每季72日分雌雄兩個月，一年10個月（360天）；如一月為「木公月」（一說以夏至為歲首，土銅水木火五季，一月為「土公月」）。另有以10種動物紀月者。剩餘彝曆年節5天（閏年6天）稱為過年日，過彝族年。
十月太陽曆以十二屬相紀日，每個月三輪生肖計36日。首年（東方之年）以虎為首，依序紀日不間斷，因此其他年可能出現年內每個月以兔為首的情況。
彝曆紀年採用東、東南、南、西南、西、西北、北、東北八方紀年。依傳統，據至點来确定冬夏，北斗星的斗柄指向定寒暑。歲末過年日多在冬至，即冬至日開始過彝曆年。過年日於曆算法中，古稱「歲餘日」；依序音譯彝語為玖龍知、秙詩、詩居、詩末、阿普祭。夏至日過火把節。停用太陽曆的彝族，將新年和火把節訂於農曆十二月十六和六月廿四。

### 十月太陽曆置閏法
若以「三輪為一月（ꋍꆪꃄꌕꄡ），十月為一年（ꊰꆨꃅꋍꈎ），爾雜日過年（ꇗꊖꃅꈎꏅ）；四年閏一日，百年減一日，四百加一日。」則其置閏法與格里曆（現行公曆）相同，因此其日期與格里曆之對應也幾乎相同。但因彝族多未統一過年，而55%在冬至過年；亦有研究者如老板萨龙建議以冬至日為彝曆新年，如此則將與格里曆不同步。

### 十二月陰陽曆
十二月陰陽曆每個月30天，置閏同農曆。按十二屬相輪迴計年、月、日。

## 紀時法
每日分12個時段，約3點公雞鳴起（一說以天空微明時）為一日首個時辰。

## 民間曆算書
- 《神人德體》[44]
- 《帝玉合體》
- 《茲莫哈體》

## 延伸閱覽
- 《彝历》2014年：彝族十月太阳历 （页面存档备份，存于）
- 彝曆對照表 （页面存档备份，存于）
- 彝族人應該用彝歷統一過彝族年 （页面存档备份，存于）
- 解析“ꆃ ”字的形、音、义树立彝族族徽 （页面存档备份，存于）
- 彝族的天文历法
- 楚雄彝族十月太阳历项目申报书 （页面存档备份，存于）
- 彝历新年：与祖先同在
- 彝历
- 特别专题 > 欢乐彝族年 （页面存档备份，存于）